# Barren (Andamany)
Ostrov Barren (hindsky बैरन द्वीप, anglicky Barren Island, což lze přeložit jako Pustý či Neúrodný ostrov) je jedním z více než pěti set ostrovů Andamanského souostroví v Bengálském zálivu Indického oceánu a zároveň jednou z 96 přírodních rezervací indického svazového teritoria Andamany a Nikobary. Administrativně náleží ostrov Barren do districtu Severní a Střední Andaman, jehož správním střediskem je město Mayabunder na severovýchodním pobřeží Středního Andamanu. Ostrov Barren, který je jedinou indickou aktivní sopkou, je chráněn jako přírodní rezervace Barren Island Wildlife Sanctuary. 

## Geografie

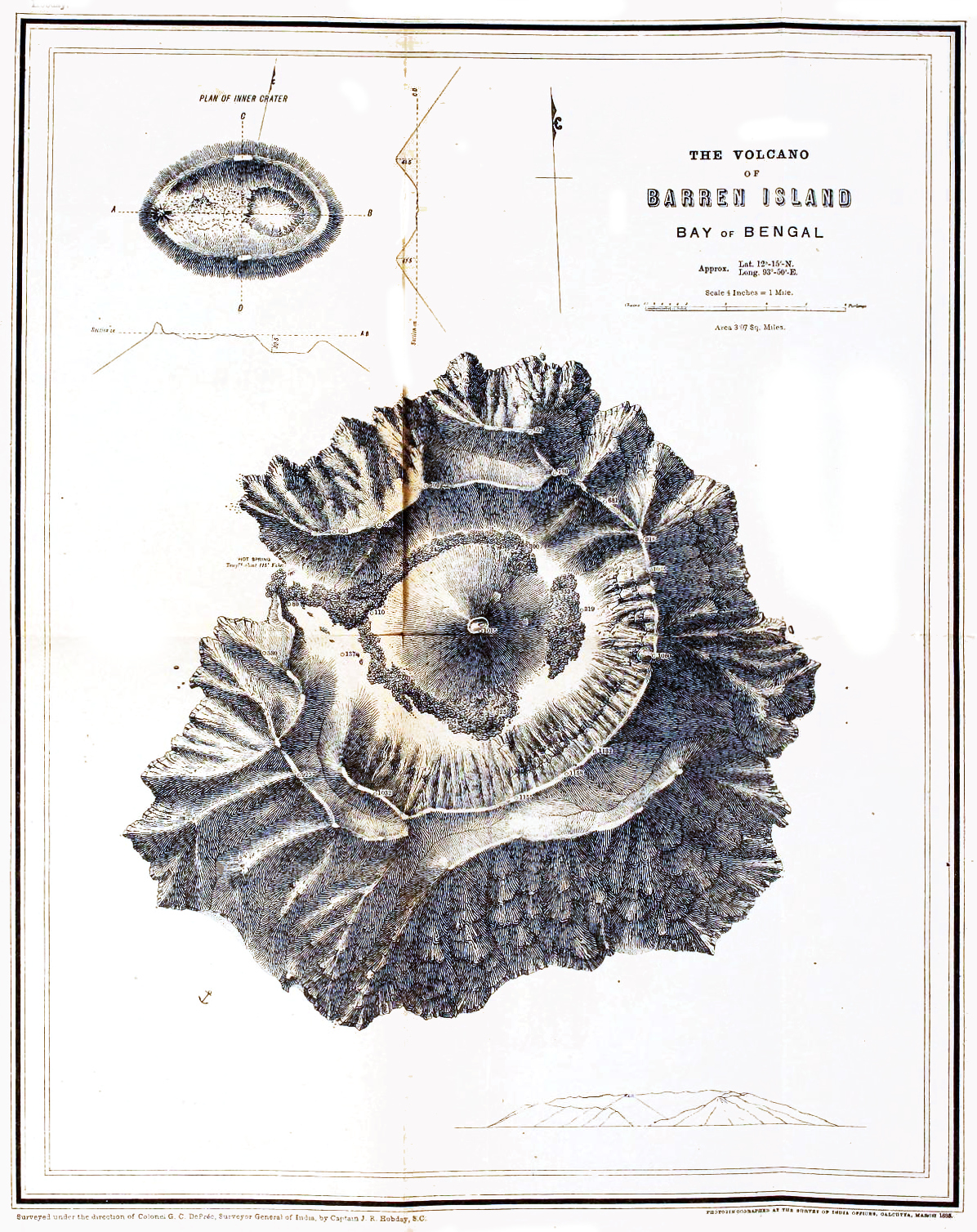
Mapka z r. 1885

Barren je druhým nejvýchodněji položeným ostrovem Andaman. Nachází se v Andamanském moři, od města Port Blair, správního střediska souostroví Andamany a Nikobary, je vzdálen zhruba 138 km vzdušnou čarou. Ostrov je vlastně vrcholovou částí aktivního vulkánu, dosahujícího nadmořské výšky 354 metrů.  Základna sopky je na dně Andamanského moře v hloubce 2 250 metrů.
Barren je součástí sopečného oblouku, táhnoucího se od Sumatry k Myanmaru na rozhraní indické a barmské tektonické desky. V centrální části ostrova je kaldera o průmětu zhruba 2 km se stěnami vysokými 250 až 350 metrů. Uprostřed kaldery je centrální pyroklastický kužel, jehož výška a tvar se v průběhu staletí měnily. Kaldera je otevřená do moře západním směrem, na základě výzkumů bylo určeno, že tato kaldera s průrvou vznikla v pozdním pleistocénu, kdy během velké erupce došlo ke kolapsu původního stratovulkánu.  Podle odborných analýz je stáří sopky Barren zhruba 1,6 miliónu let.

## Historie
První písemný záznam sopečné erupce na ostrově Barren je z roku 1787. Další erupce byly zaznamenány v letech 1789, 1795, 1803 až 1804 a v roce 1852.

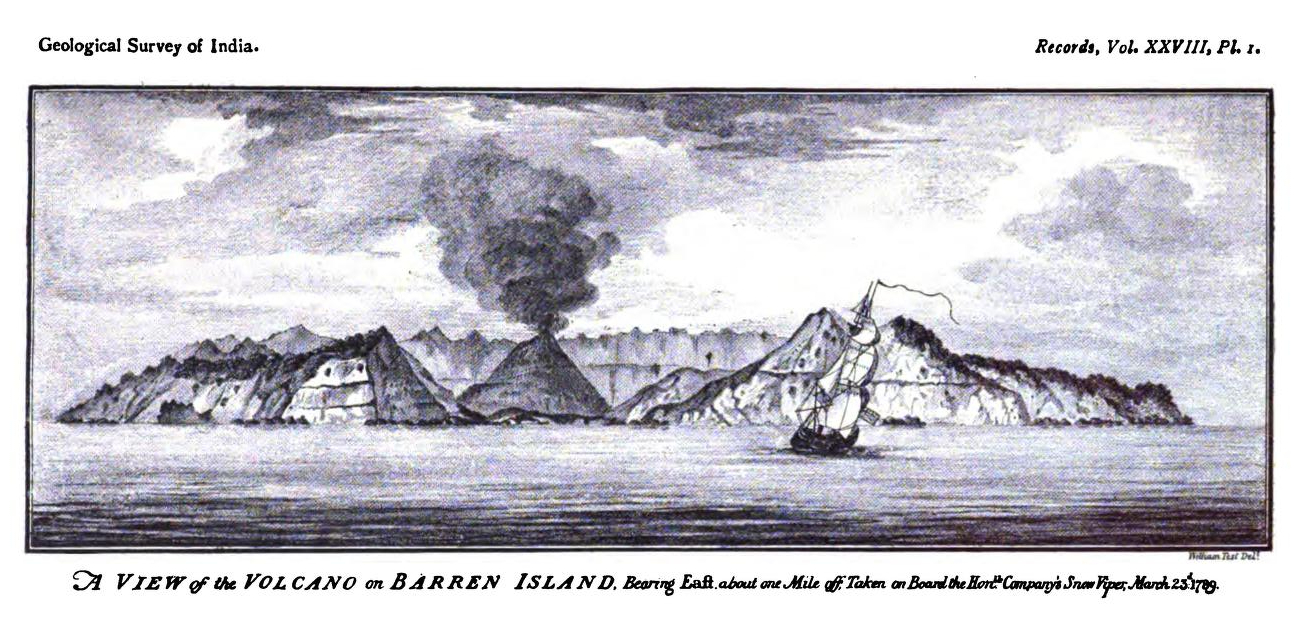
Barren Island na kresbě z r. 1789

Poté se sopka na jeden a půl století odmlčela. Vulkán se opět probudil až v roce 1991, přičemž jeho aktivita po následujících šest měsíců způsobila velké škody, zejména značně zredukovala populaci savců a ptáků na ostrově. Erupce byly doprovázeny spadem sopečného popela a lávovými proudy. Následovaly erupce v letech 1994–95 a 2005–07, které byly dávány do souvislosti s velkým zemětřesením z 26. prosince 2004, v jehož důsledku celou oblast Bengálského zálivu postihla ničivá vlna tsunami.

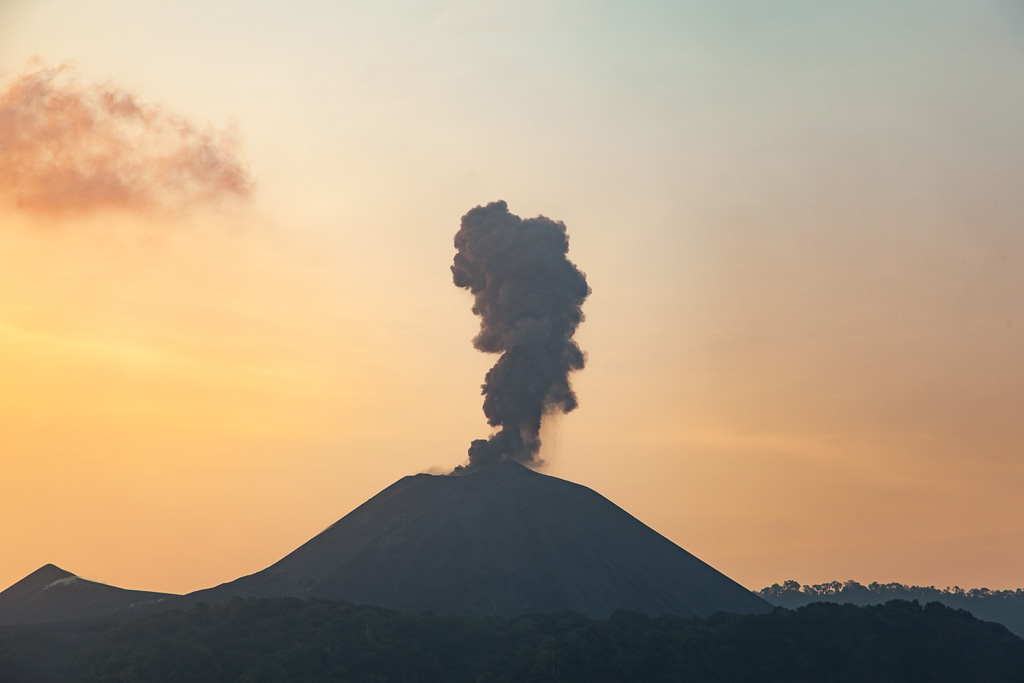
Sopka Barren v lednu 2014

Na základě satelitních pozorování byla zvýšená aktivita sopky Barren následně zaznamenána v období leden – březen 2017 a září 2018 – leden 2019.
Také během roku 2019 bylo na Barrenu zaznamenáno několik dalších erupcí tzv. strombolského typu.

## Život na ostrově
Neobydlený ostrov Barren byl vyhlášen přírodní rezervací v roce 1997. Na ostrově žije několik druhů ptáků a savců, například hlodavci a netopýři. Po erupci z roku 1991 bylo na ostrově zjištěno jen šest druhů ptáků z 16, které zde byly dosud registrovány. Nejhojnějším druhem zdejších ptáků je dvoubarevný holub Ducula bicolor.
Největšími savci zde jsou zdivočelé kozy, jejichž přežití na tomto pustém ostrově bylo dlouho záhadou. Podle dohadů se tyto kozy dostaly na ostrov před mnoha desítkami let při ztroskotání jisté lodi v Andamanském moři. Dříve se mělo za to, že se kozy adaptovaly na pití mořské vody, což zároveň snižovalo potřebu potravy z místních omezených zdrojů. Členové italsko-indické geologické výpravy však objevili v roce 2003 na Barrenu v nadmořské výšce zhruba 100 metrů dva sladkovodní prameny, jejichž zdrojem je nejspíše dešťová voda, zachycená v podzemí na svazích sopky.

## Turismus
Průzračné vody kolem ostrova Barren jsou propagovány jako velmi vhodné pro sportovní potápění.